# Hâroun ar-Rachîd
Pour les articles homonymes, voir Rachid.
Cet article possède un paronyme, voir Aroun Arachide.
 (janvier 2020).
Hâroun ar-Rachîd ben Muhammad ben al-Mansûr (en arabe : هارون الرشيد بن محمد بن المنصور, Hārūn ar-Rašīd ben Muḥammad ben al-Manṣūr) également connu sous son nom de règne (laqab) Hārūn al-Rašīd (هارون الرشيد), né en 765 à Ray (alors que son père al-Mahdî y séjournait) et mort à Tûs en 809, est le cinquième calife abbasside qui succède à son frère al-Hâdî en 786 et règne jusqu'à sa mort en 809. Son épithète arabe al-Rachîd se traduit par «l'Orthodoxe », il est parfois surnommé «Aaron l'Orthodoxe ».
Il est connu pour avoir offert en 801, en guise de cadeau diplomatique, un éléphant blanc à l'empereur Charlemagne, par l'entremise de son ambassadeur Isaac le Juif.

## Biographie

### La jeunesse
Troisième fils d'al-Mahdî, son enfance se passe dans le luxe. Il est le fils préféré de sa mère al-Khayzurân, une esclave yéménite qui a eu toute sa vie beaucoup d'influence sur lui. Son précepteur est Yahyâ ben Khâlid de la famille des Barmécides. Hârûn est l'ami d'enfance des fils de Yahyâ ben Khâlid : Fadhl, Ja`far, Mûsâ et Mohammed. Fadhl était frère de lait de Hârûn et Ja`far son ami intime.
Hârûn commande des expéditions contre les Byzantins en 781 et 782. Au cours de l'expédition de 782, l'armée arabe atteint le Bosphore, avant d'être encerclée par les Byzantins. Toutefois, la défection du général byzantin Tatzatès lui permet de reprendre le dessus et de contraindre les Byzantins à accepter une trêve de trois ans et le paiement d'un lourd tribut annuel.
Il est ensuite nommé gouverneur d'Égypte, de Syrie, d'Arménie et d'Azerbaïdjan. Il charge son ancien précepteur Yahyâ ben Khâlid d'administrer ces provinces. Le frère de Hârûn, al-Hâdî est devant lui dans l'ordre de succession, mais le règne de ce frère ne durera que de 784 à 786.

### Le calife
Le précédent calife, al-Hâdî, frère de Hârûn ar-Rachîd, avait voulu nommer son fils Ja`far comme héritier. À sa prise de pouvoir en 786, Hârûn ar-Rachîd força son neveu Ja`far à faire une déclaration par laquelle il reconnaissait que le pouvoir appartenait à son oncle.
Le jour de son intronisation il eut un premier fils `Abd Allah, de l'esclave perse Marajil ; le calife interpréta cela comme un bon présage. Quelque temps plus tard il eut un second fils, Al-Amin, de son épouse légitime Zubayda. Hârûn voulut reconnaître dans un premier temps `Abd Allah, lui donnant le surnom de Al-Mâ'mûn, comme héritier présomptif, mais il dut affronter la colère de Zubayda et de ses partisans, qui estimaient qu'Al-Amîn était le plus légitime, étant né de Zubayda. Hârûn ar-Rachîd céda et fit reconnaître comme héritier présomptif son fils Al-Amîn alors qu'il n'avait que cinq ans (802). Plus tard il décréta un arrangement entre ses deux fils : Al-Amîn était l'héritier présomptif et gouvernait l'ouest de l'empire (Irak et Syrie) et Al-Ma'mûn devenait le second dans l'ordre de succession et dirigeait l'est de l'empire (Khorasan).
Il se débarrassa des vizirs et des gouverneurs de Al-Hâdî pour les remplacer par des hommes de son choix. Son principal vizir fut Yahya ben Khalid.
Durant toute la vie de sa mère Al-Khayzuran, jusqu'à sa mort en 789, c'est elle qui gouverne de facto. Il loue en elle ses capacités et son éclat.
En 788 un petit-fils de Hassan ben Ali, Yahyâ s'insurgea dans le Tabaristan, son frère Idrîs (survivant de la Bataille de Fakh) s'était enfui à Walili près de Meknès (Maroc) où il parvint à créer un royaume et une dynastie (Idrissides). Hârûn envoya une armée de 50 000 hommes. Il traita avec le rebelle qui fut accueilli avec les honneurs à Bagdad. Yahyâ s'étonna de cette réception, mais cinq mois après Hârûn le fit mettre en prison et le tortura à mort.

### La situation de l'empire
Hârûn monte à la tête d'un empire plutôt fragile : 
- Les Omeyyades, bien que remplacés par les Abbassides dans la plus grande partie du monde musulman, règnent encore sur la péninsule Ibérique où une branche de la dynastie a fui et s'est installée en 755.
- Le Maroc est contrôlé par la dynastie des Idrissides depuis 788. Idrîs Ier, arrière-petit-fils de Hassan ben Ali, fonde un Etat proto-chiite Zaydite grâce au ralliement de la tribu Berbère (Amazigh) Awrabat à sa cause (amasser des ressources au Maghreb el Aqsa pour aller faire la guerre à ses cousins Abassides), ralliement qui se concrétise par le mariage avec Kenz, une princesse Awrabit d'origine ibérique ; et la fondation de la ville de Fès. Il avait conquis un petit territoire au nord du Maroc. Hârûn le fit empoisonner par un de ses émissaires. Son tombeau est à Moulay Idriss Zerhoun, village à flanc de montagne près des ruines de Volubilis (793).
- Au Yémen, la population se révolte en 795 contre le gouverneur abbasside Hammad al-Barbari. Cette révolte ne cesse qu'en 804.
- En Égypte, les impositions écrasantes servent à entretenir l'armée d'Ifriqiya (actuelle Tunisie) commandée par Harthama ben A'yan, et une mauvaise administration conduit à des soulèvements d'une grande ampleur en 788 et 794-795.
- En Ifriqiya (actuelle Tunisie), la région est constamment agitée par des troubles. Harthama ben A'yan en confie l'administration (797) à Ibrâhîm ben al-Aghlab. Celui-ci en profita pour fonder sa propre dynastie en 800, les Aghlabides, à Kairouan, qui dura jusqu'en 903.
- En Syrie, l'opinion reste favorable aux Omeyyades, donc contre les Abbassides. En 796, Hârûn envoya en Syrie, une troupe sous le commandement de Fadhl ben Yahyâ pour y rétablir l'ordre.

De nombreux mouvements de révoltes populaires ont lieu dans tout l'empire, car par exemple les inégalités sociales sont trop grandes. Ces mouvements de contestation prennent aussi souvent une coloration religieuse kharijite ou chiite contre le sunnisme du pouvoir central. Ce contexte a motivé une politique de répression contre les groupes religieux dissidents (kharijites et chiites), des mesures restrictives à l'égard des dhimmis en leur imposant un costume distinctif, et des arrestations au sein d'une élite « athée » (kafir) ou soupçonnée de l'être. Cette politique était censée plaire aux religieux et à la majorité sunnite de la population. Pourtant, il met fin à la politique de répression contre les zoroastriens convertis à l'islam.

### La chute des Barmécides
La famille des Barmécides (ou Barmakides) avait fourni des vizirs et des gouverneurs aux deux précédents califes. Yahyâ ben Khâlid avait été emprisonné par le précédent khalife al-Hâdî. Hârûn l'a fait libérer et a placé un certain nombre de membres de sa famille à différents postes de vizir ou de gouverneur de province. Ibn Khaldûn raconte que : « Ja`far ben Yahyâ fut même appelé « Sultan », ce qui montre qu'il avait la responsabilité générale et dirigeait l'État. »
Hârûn changea très brutalement d'attitude à l'égard de cette famille. Tabarî y voit quatre motifs possibles :
1. Le vizir Yahyâ ben Khâlid, se sentant vieillir, demanda à Hârûn l'autorisation de se retirer à La Mecque avec ses deux fils. Hârûn refusa, lui demandant de choisir lequel de ses deux fils devait lui succéder. Fadhl fut donc choisi comme principal vizir par Ya`hyâ parce qu'il était l'aîné et le plus sage. Hârûn aurait préféré que ce soit Ja`far ben Yahyâ qui soit choisi.
2. Au même moment, la requête d'un ouléma de Raqqa parvient à Hârûn dénonçant Yahyâ ben Khâlid et sa famille comme une famille d'athées.
3. Ja`far ben Yahyâ avait commis une erreur en libérant sans prévenir Hârûn un rebelle qui était emprisonné depuis 788.
4. Enfin, Hârûn avait une sœur nommée `Abbâssa qui l'avait protégé contre la vindicte de son aîné al-Hâdî. Hârûn donna sa sœur en mariage à Ja`far ben Yahyâ, étant entendu que ce mariage devait être un « mariage blanc ». `Abbâssa était belle et fut rapidement enceinte de Ja`far ben Yahyâ malgré sa promesse.
5. Ibn Khaldûn s'insurge contre cette hypothèse insultante pour la famille de Mahomet, et il préfère ne garder qu'une cinquième hypothèse, celle de leur trop grande influence et leur mainmise sur les finances de l'État[6].

Hârûn décida de partir en pèlerinage à La Mecque avec les Barmécides. À son retour en Irak, au cours d'un festin Hârûn demanda à un eunuque de convoquer Ja`far ben Yahyâ dans sa tente et de lui couper la tête. L'eunuque au dernier moment n'exécuta pas cet ordre de crainte qu'il ne fût dû à l'ivresse et que cela lui soit reproché le lendemain. Il revint près de Hârûn accompagné de Ja`far ben Yahyâ, sur quoi Hârûn dit « Ce n'est pas Ja`far ben Yahyâ que je t'ai demandé, mais sa tête ». L'eunuque trancha la tête de Ja`far ben Yahyâ. Hârûn envoya la tête de Ja`far ben Yahyâ à Bagdad et fit arrêter Yahyâ ben Khâlid et ses trois fils. Yahyâ ben Khâlid mourut en prison de ses tortures. Hârûn fit égorger en sa présence Fadhl ben Yahyâ et toute la famille Barmécide, sauf les plus jeunes enfants (803).

### Zubayda
Zubayda, qui avait épousé Hârûn ar-Rachîd en 781, fut la femme la plus puissante de son temps. Elle était la petite-fille du khalife Al-Mansour, et une cousine d'Hârûn ar-Rachîd. Elle mourut en 831 pendant le règne d'Al-Ma'mûn.

### Vie privée
Hârûn ar-Rachîd a eu deux épouses. On lui prête un harem ayant compté jusqu'à 2 000 femmes :
- Zubayda
- 'Umm al-`Azîz

Il a treize fils, dont onze sont des fils de mères esclaves, et quatre filles :
1. Abû al-`Abbâs `Abd Allah khalife sous le nom d'Al-Ma'mûn (813-833).
2. Abû `Abd Allah Muhammad khalife sous le nom d'Al-Amîn (809-813) seul fils de Zubayda.
3. Qâsim al-Mutaman désigné comme successeur d'Al-Ma'mûn
4. `Alî seul fils de 'Umm al-`Azîz
5. Sâlih
6. 'Abû Ishâq Muhammad khalife sous le nom d'Al-Mu`tasim (833-842)[9].
7. 'Abû `Isâ Muhammad
8. 'Abû Ya`qûb Muhammad
9. 'Abû al-`Abbâs Muhammad
10. 'Abû Sulaymân Muhammad
11. 'Abû `Alî Muhammad
12. 'Abû Ahmad Muhammad
13. inconnu

### Les sciences et les techniques
Les Arabes entrèrent en contact avec les Chinois pendant le règne du premier abbasside Abû al-`Abbâs à la victoire de Talas (ville du Kirghizistan actuel). Cette victoire, qui marqua l'avancée la plus orientale des armées arabes, fut l'occasion d'acquérir un certain nombre de techniques chinoises dont celle de la fabrication du papier. Le papier allait rapidement remplacer le parchemin : il est plus facile à fabriquer, moins coûteux et plus sûr, car on ne peut facilement effacer ce qui y est écrit. Des manufactures furent établies à Samarkand, Bagdad, Damas et au Caire. Hârûn imposa l'usage du papier dans toutes les administrations de l'empire.

### LesMille et Une Nuits
Le recueil de contes des Mille et Une nuits met en scène à plusieurs reprises Hâroun ar-Rachîd et son vizir Jafar ben Yahya. Plusieurs de ces contes se déroulent aux environs de Bagdad.

## Poésie
Abbas ibn al-Ahnaf fut le poète attitré de Haroun ar-Rachid. Le nom de Haroun al-Rachid est cité dans de nombreux vers. Pour en donner un exemple, lorsqu'il devint calife, le musicien en chef à la cour des califes abbassides, al-Mawsili, écrit :

« N'as tu pas vu le soleil, jusque-là languissant, répandre des flots de lumière à l'avènement de Hârun,

Par l'influence bénie du confident de Dieu, Hârun le très généreux ? Hârun est le maître du trône et Yahyà en est le vizir. »

## Architecture
La Mosquée Djomé de Qazvin a été réalisée sur commande de Hâroun ar-Rachîd 

## Littérature
Dans la Vie de Charlemagne, Éginhard parle des relations de l'empereur avec les pays étrangers et désigne Hâroun Al-Rashid comme « Aaron, roi des Perses », l'auteur suivant les retranscription de l'époque, qui utilisent le nom biblique du frère de Moïse.
Dans son ouvrage En Sibérie, l'auteur anglais Colin Thubron relate que le calife aurait envoyé à Charlemagne un présent, constitué d'une défense de mammouth, qui resta dans le trésor de la Couronne à Reims pendant des années.

## Cinéma
Hâroun ar-Rachîd est incarné à l'écran par l'acteur Emil Jannings comme protagoniste du premier conte du film Le Cabinet des figures de cire. de Paul Leni. est présenté comme un personnage corpulent, autoritaire et avide de femmes mais aussi comme un homme conciliant capable d'agir de façon raisonnable et bienveillante.

## Jeux vidéo
Il apparait comme dirigeant de l'Arabie dans le jeu vidéo Civilization V sorti en 2010.